# Alí Aškání
Alí Aškání (* 16. listopadu 1978 Ardabíl) je bývalý íránský zápasník – klasik.

## Sportovní kariéra
Zápasení se věnoval od 12 let. Specializoval se na řecko-římský styl. V íránské mužské reprezentaci se pohyboval od roku 1998 ve váze do 58 (60) kg. V roce 2000 se kvalifikoval na olympijské hry v Sydney. Jako úřadující mistr Asie postoupil ze základní skupiny z prvního místa do čtvrtfinále, kde nestačil na jižního Korejce Kim In-sopa a obsadil 5. místo. V roce 2004 se kvalifikoval na olympijské hry v Athénách, kde nepostoupil ze čtyřčlenné základní skupiny přes Kubánce Roberto Monzóna. Olympijskou sezonu 2008 vynechal kvůli zranění a Írán tak neměl v jeho váze do 60 kg na olympijských hrách v Pekingu zastoupení. Sportovní kariéru ukončil v roce 2011. Věnuje se trenérské práci.

## Výsledky
| Turnaj            | 1997 | 1998 | 1999 | 2000 | 2001 | 2002 | 2003 | 2004 | 2005 | 2006 | 2007 |  |
| Turnaj            | 19   | 20   | 21   | 22   | 23   | 24   | 25   | 26   | 27   | 28   | 29   |  |
| Turnaj            | -54  | -54  | -58  | -58  | -58  | -60  | -60  | -60  | -60  | -60  | -60  |  |
| ----------------- | ---- | ---- | ---- | ---- | ---- | ---- | ---- | ---- | ---- | ---- | ---- |  |
| Olympijské hry    |      |      |      | 5.   |      |      |      | úč.  |      |      |      |  |
| Mistrovství světa | —    | —    | úč.  |      | úč.  | —    | úč.  |      | 2.   | úč.  | úč.  |  |
| Asijské hry       |      | úč.  |      |      |      | úč.  |      |      |      | úč.  |      |  |
| Mistrovství Asie  | —    |      | úč.  | 1.   | 1.   |      | 2.   | —    | 1.   | —    | —    |  |
| Univerziáda       |      |      |      |      |      |      |      |      | 1.   |      |      |  |
| MS juniorů        | úč.  | 3.   |      |      |      |      |      |      |      |      |      |  |